# Crushcrushcrush
A Crushcrushcrush a Paramore harmadik kislemeze a második albumukról, a Riot!-ról. A videóklipjét 2007. október 11-én a TRL-en mutatták be.
A kislemezt 2007 végén és 2008 elején adták ki. Az Egyesült Királyságban 2007. november 5-én vált letölthetővé és november 26-án adták ki kislemezen. A szám több videójátékban is megtalálható, köztük a Rock Band-ben, a Rock Band Unplugged-ban, a Guitar Hero On Tour: Decades-ben és az Ultimate Band-ben. A kislemez megnyerte a Teen Choice Award Legjobb Rockszám díját. Az NCIS televíziós sorozat ötödik évadának tizenkettedik epizódjában, a Megfigyelés-ben (Stakeout) is hallható.
A kislemez 2008. szeptember 17-én aranylemez lett az Amerikai Egyesült Államokban.

## Videóklip
A szám videóklipjében a zenekar egy kietlen sivatagban játszik és három férfi kémkedik utánuk egy falak és tető nélküli házból. Később a kémek szétverik a zenekar felszerelését. A videóklipet Shane Drake rendezte.
A klipet az iPod Touch egyik televíziós reklámjában is lejátszották.
A klipet a Legjobb Rock Videóklip díjra is jelölték a 2008 MTV Video Music Awardson, de ezt a Linkin Park Shadow of the Day nyerte.

## Számlista
| 1. | Crushcrushcrush (album version) |  |

| 1. | Crushcrushcrush        |  |
| 2. | Misery Business (live) |  |

| 1. | Crushcrushcrush                               |  |
| 2. | For a Pessimist, I'm Pretty Optimistic (live) |  |

## Slágerlisták
| Slágerlista (2007)                   | Legjobb helyezés |
| ------------------------------------ | ---------------- |
| Finnish Singles Chart                | 4                |
| New Zealand RIANZ Singles Chart      | 32               |
| U.S Billboard Hot 100                | 54               |
| U.S Billboard Pop 100                | 43               |
| U.S Billboard Hot Modern Rock Tracks | 4                |
| Brit kislemezlista                   | 61               |